# Dalmatia Tower
Dalmatia Tower Split, někdy také Dalmacija Tower  (chorvatsky Toranj Dalmacija / Věž Dalmatia) je výšková budova chorvatském Splitu, v městské části Ravne njive.

## Popis

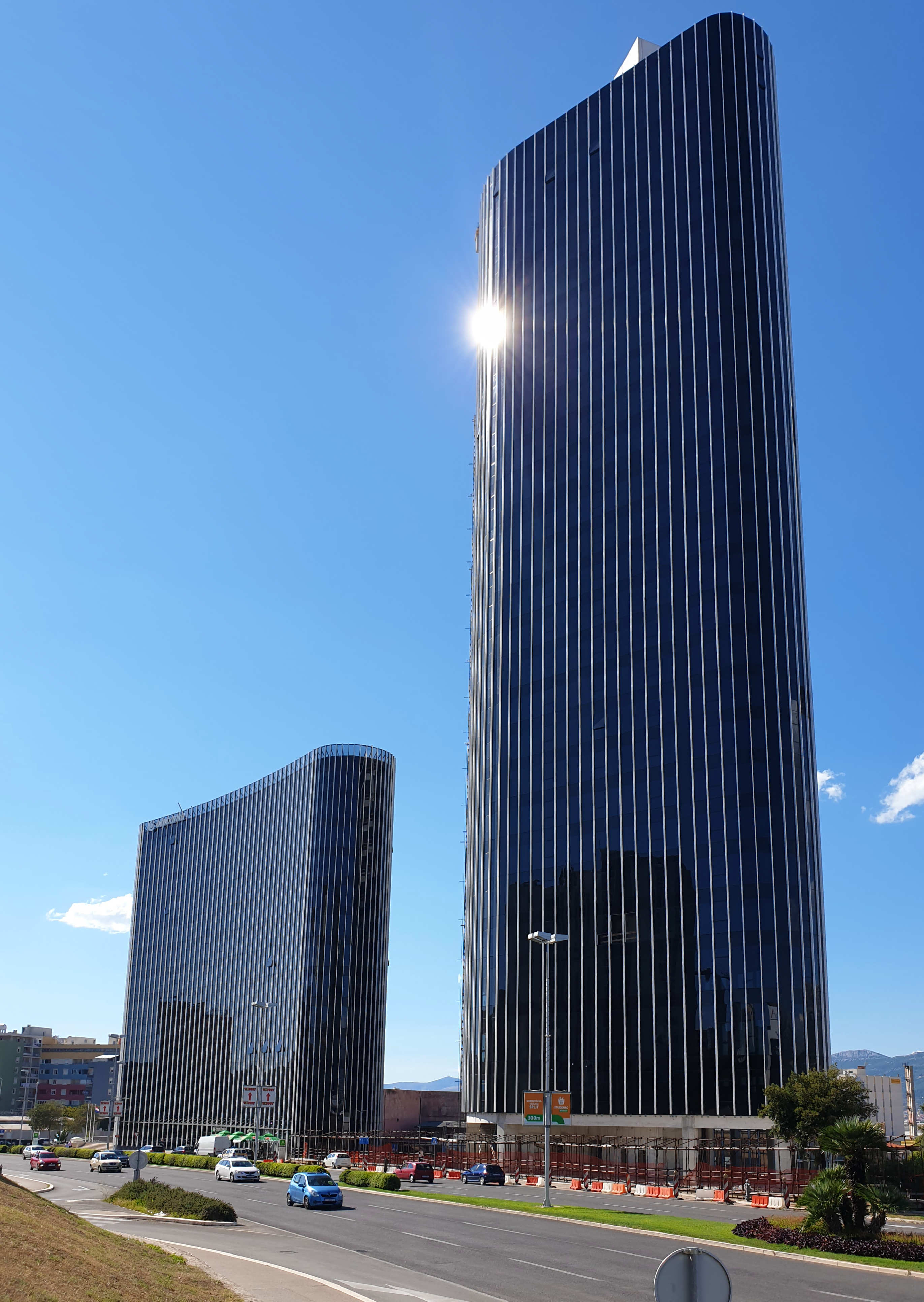
Westgate A a Westgate B

Dalmatia Tower je vysoká 135 metrů (bez antény 115 metrů) a má 27 pater.  Jedná se tak o nejvyšší mrakodrap v Chorvatsku a zároveň o první mrakodrap v zemi, který překonal výškovou hranici 100 metrů.
Budova je součástí projektu WestGate a byla dokončena v jeho druhé fázi. Výstavba byla zahájena v roce 2017 a dokončena 12. května 2022. Mrakodrap má smíšené obchodní účely a hlavním nájemcem je hotelová skupina Marriott, která tímto způsobem vstupuje na chorvatský trh.
West of Dalmatia Tower je první mrakodrap postavený v rámci projektu Westgate - Westgate A, jehož výška je 55 m. Westgate A je sídlem OTP Bank. V roce 2017 získal projekt Westgate ocenění za nejlepší evropskou stavbu obchodní budovy. 

## Obecné informace
Mrakodrap má pět podzemních podlaží určených pro parkování vozidel. Budovu obsluhuje celkem osm výtahů, čtyři výtahy 1. - 15. patro, kde se bude nacházet strojovna a další čtyři výtahy pak 16. - 27. patro. Tato horní patra s výjimkou 27., kde budou stravovací prostory, bude sloužit jako ubytovací hotelová společnost Marriott International.  Na vrcholu mrakodrapu se pak nachází restaurace a observatoř. 

## Galerie

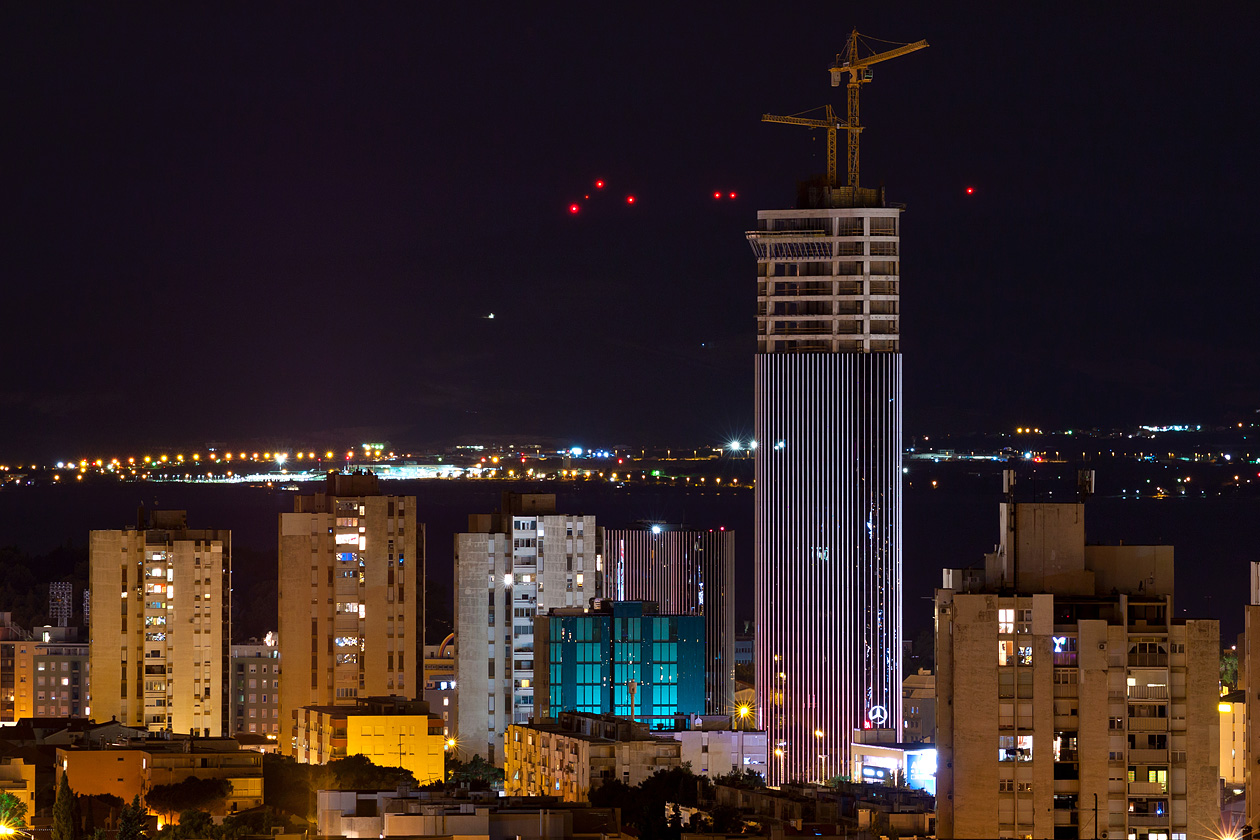
Projekt Westgate v noci
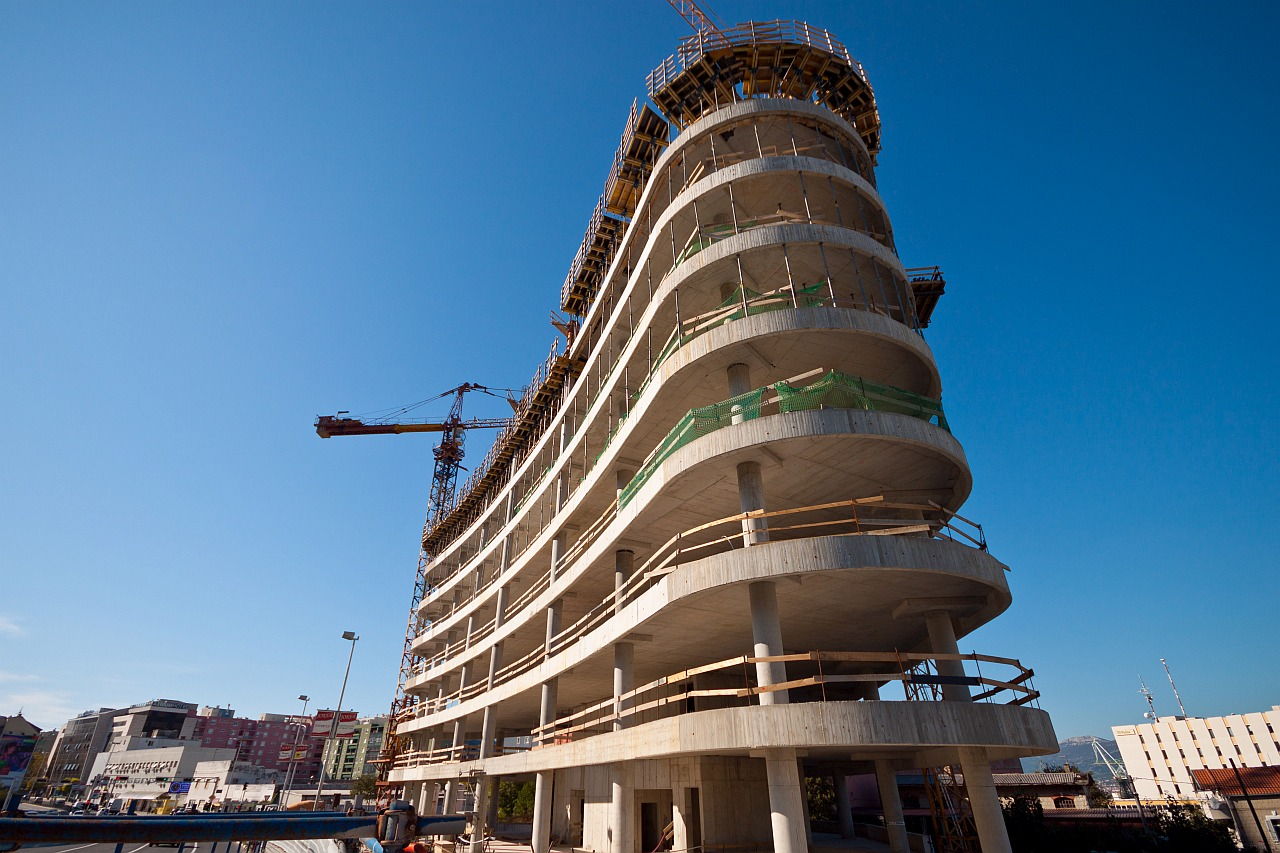
"Westgate Tower A" během výstavby
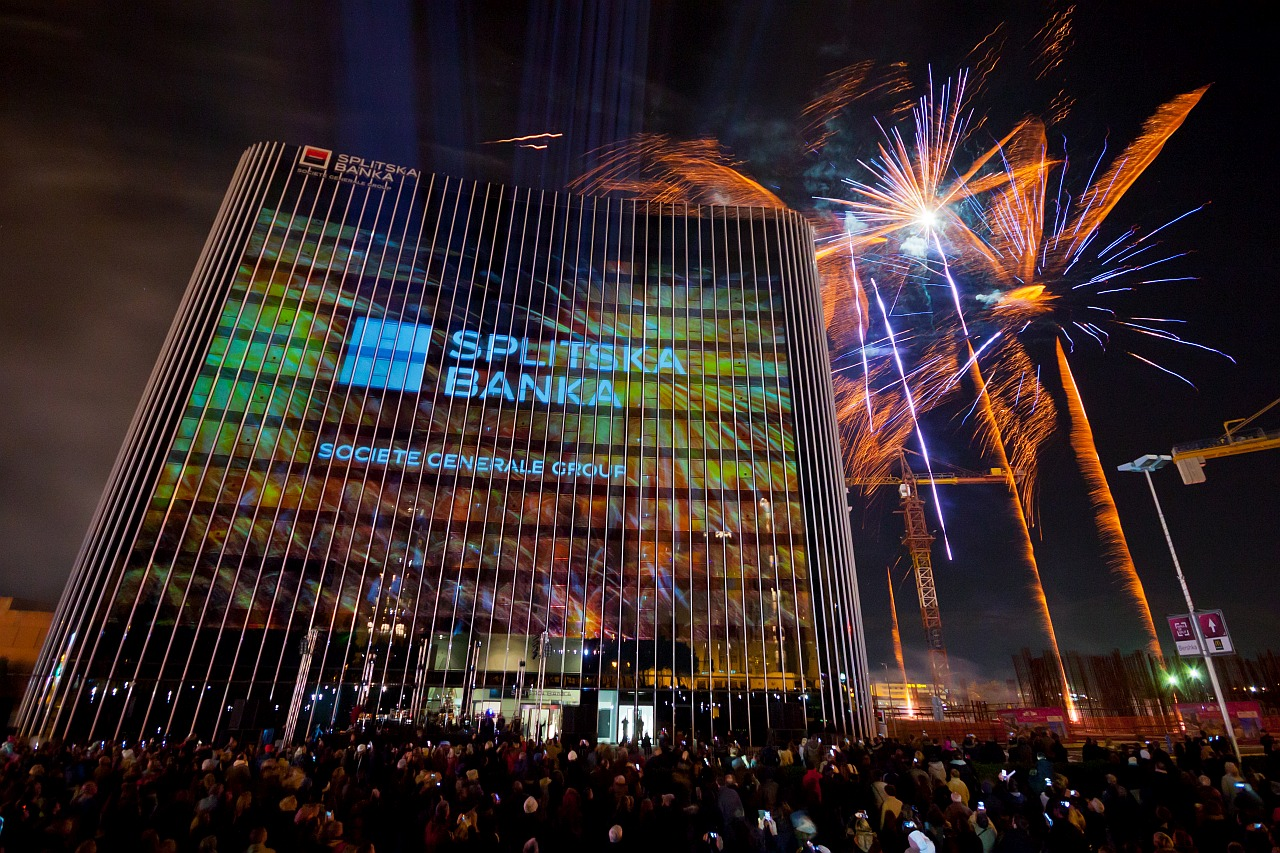
Otevření věže "Westgate Tower A" (ústředí Splitska Banka )
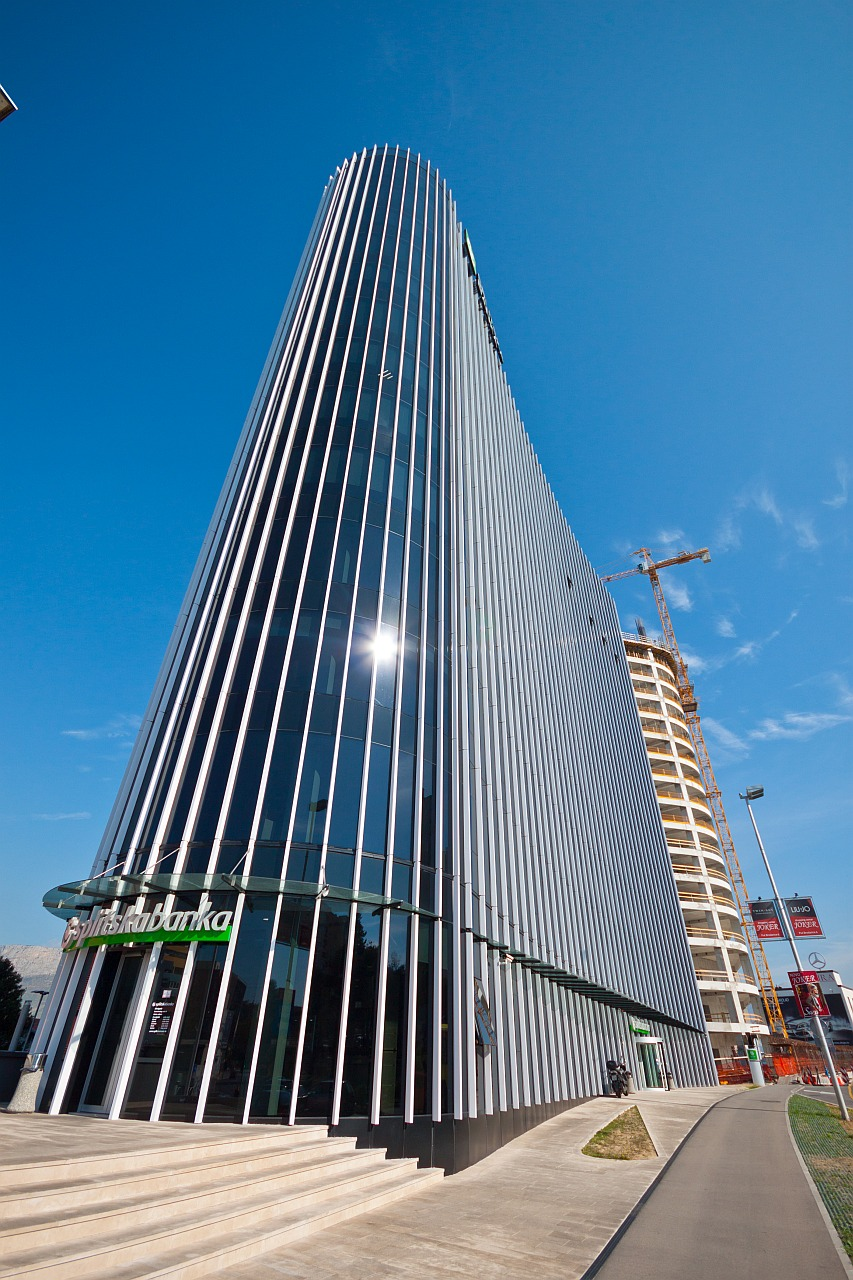
"Westgate Tower A" během dne
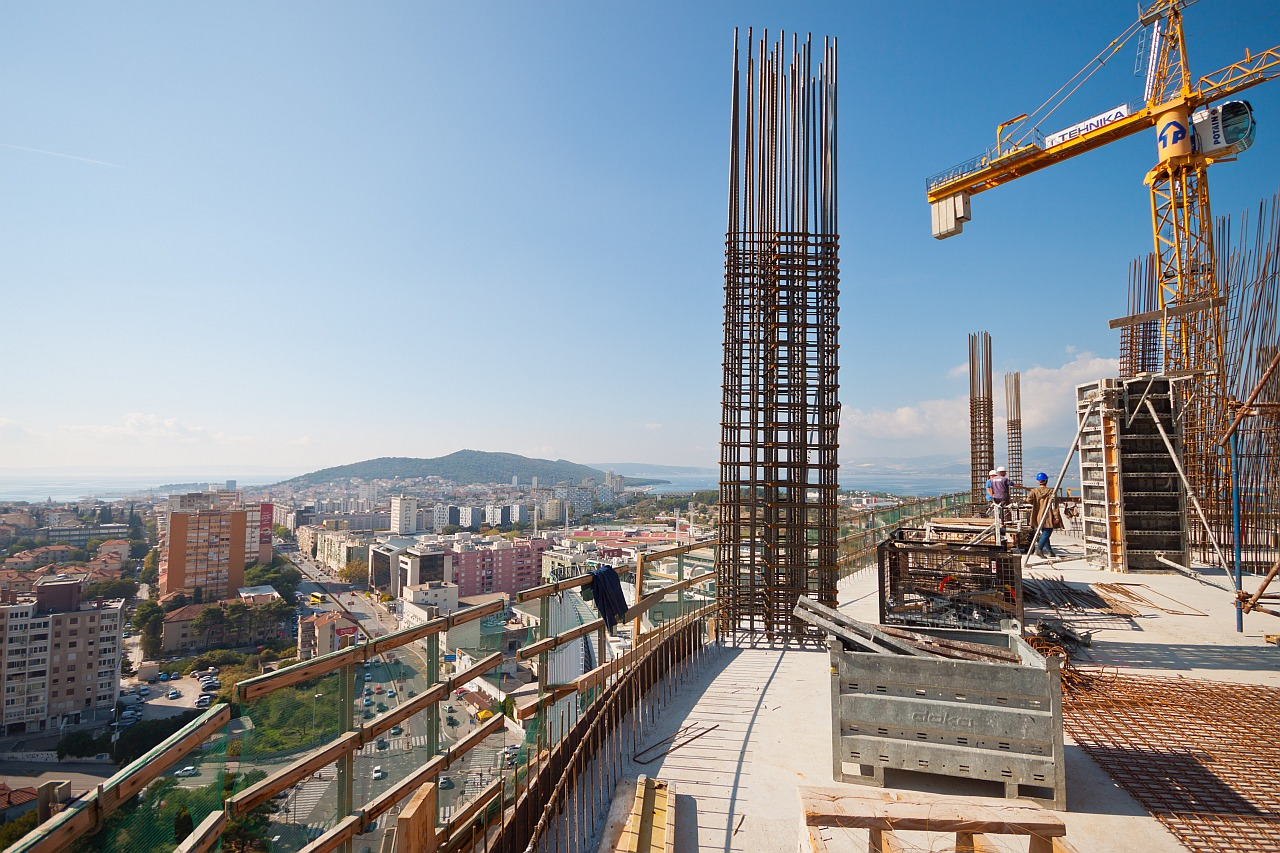
"Westgate Tower B" (Dalmatia Tower) během stavby, pohled z 16. patra
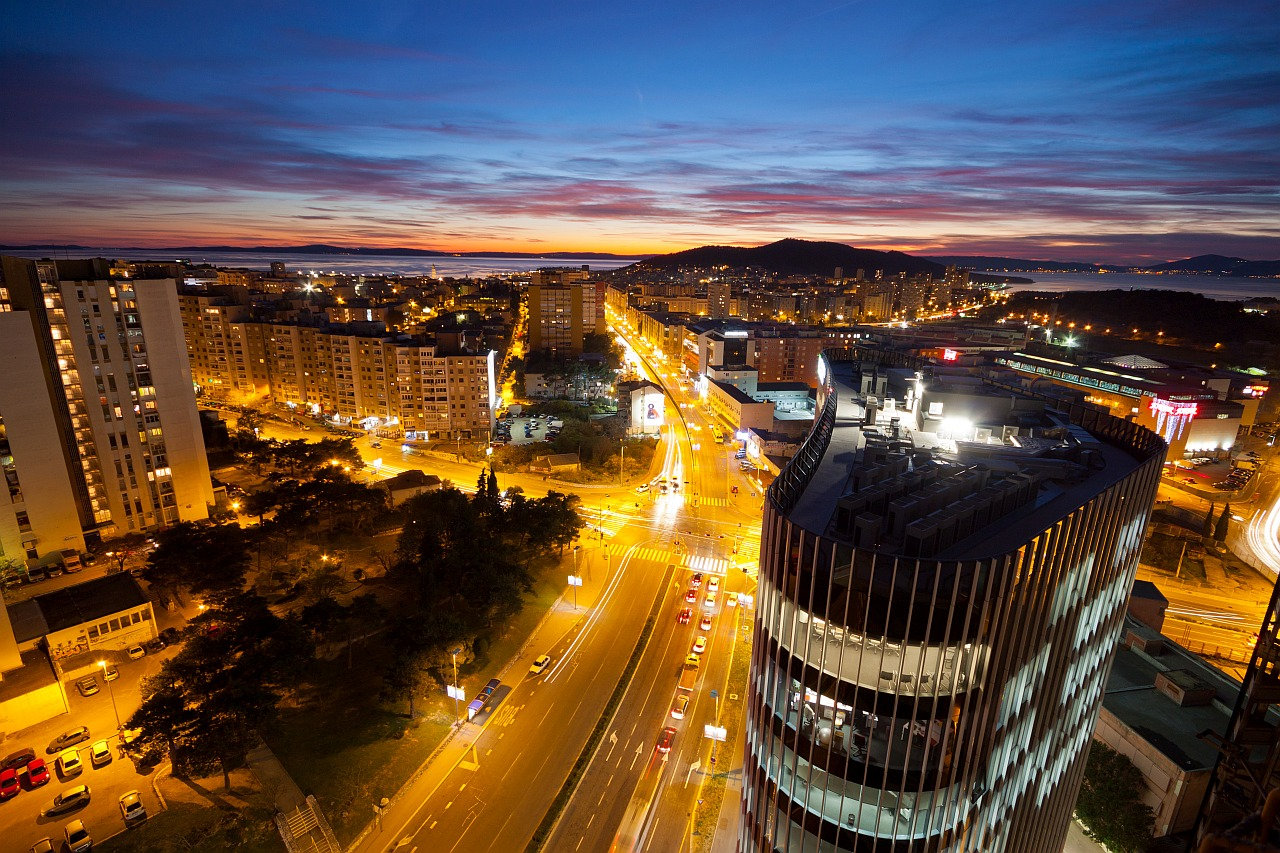
Pohled z Dalmatia Tower během noci
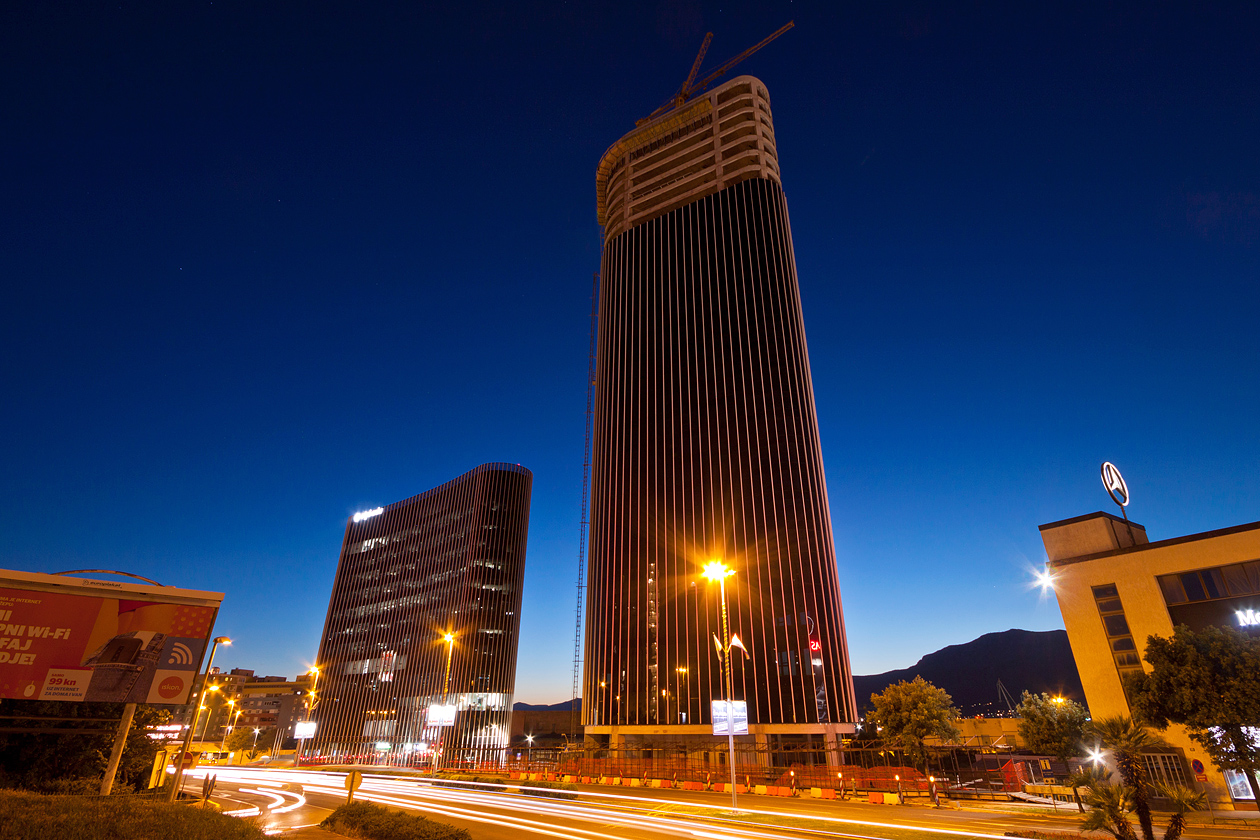
"Westgate Tower B" (Dalmatia Tower) v závěrečných fázích výstavby